# 4-methylpyridine
4-methylpyridine of γ-picoline is een organische verbinding met als brutoformule C6H7N. De stof komt voor als een kleurloze vloeistof met een sterke geur, die mengbaar is met water. 4-methylpyridine is een zwakke organische base.

## Synthese
4-methylpyridine wordt bereid door de reactie van aceetaldehyde en ammoniak, in aanwezigheid van een oxide als katalysator. Daarbij ontstaat ook een kleine hoeveelheid van het structuurisomeer 2-methylpyridine.

## Toepassingen
4-methylpyridine wordt gebruikt als bouwsteen voor andere heterocyclische verbindingen. Zo levert de ammoxidatie ervan 4-cyanopyridine, dat een precursor is voor een hele reeks derivaten, zoals het antituberculosemiddel isoniazide. Door reactie met formaldehyde kan 4-vinylpyridine verkregen worden.